# Joachim Wohlert
Joachim (Johann) Wohlert, född 1720, död 21 februari 1792 i Bergedorf utanför Hamburg, var en tysk tenngjutare och miniatyrmålare.
Wohlert härstammade från Burg på Femern men flyttade till Bergedorf där han etablerade ett tenngjuteri 1752. Han vistades på 1740-talet i Stockholm där han var elev till Niklas Lafrensen. Ett resepass för återresa till Tyskland via Rostock utfärdades 1745.